# 老鸦岔垴
老鸦岔垴，或简称老鸦岔，位于中国河南省与陕西省的边界处的灵宝市故县镇，是小秦岭山脉的一部分。该峰海拔2413.8米，是河南省的地理最高点。